# 楊炎昌
杨炎昌（1860年—1905年），字锺武，号少农。江蘇江寧縣人。晚清解元、學者。
肄业於江宁钟山、尊经、文正书院。光绪二十三年（1897）解元。光绪三十一年（1905）卒于武昌，年四十六。炎昌无后，以弟楊熙昌之子杨国镇为嗣。著有《为溪斋诗集》二卷。